# Good Charlotte
Good Charlotte är ett rockband från Waldorf, Maryland, USA som startades 1995. Bandet grundades av tvillingarna Benji Madden och Joel Madden tillsammans med deras high school-vänner Paul Thomas och Aaron Escolopio. Namnet Good Charlotte fick Joel från barnboken Good Charlotte: The Girls Of Good Day Orphanage av Carol Beach York. Bandet har gett ut fyra album, men det var inte förrän 2002, då de släppte sitt andra album The Young and the Hopeless, som de blev kända utanför USA. Deras sjätte studioalbum, Youth Authority, utgavs 15 juli 2016.

## Historik

### De tidiga åren
Det var först efter att bandmedlemmarna gått ut high school som de helhjärtat började satsa på musiken. De flyttade till Annapolis där det fanns större möjligheter för dem att visa vad de kunde. Här träffade de också Billy Martin som lämnade sitt band Overflow för att börja i Good Charlotte.
Bandet vann där också en tävling med låten "Can’t Go On" och deras demo innehållande singeln "Little Things" började spelas på radio. Det var nu bandet började få uppmärksamhet. Good Charlotte var 1999 förband åt rockbandet Lit på deras "East Coast Tour". Efter detta fick andra band upp ögonen för dem vilket ledde till att de spelade några shower tillsammans med Blink 182, Goldfinger och Eve 6. Bandet gjorde nu allt för att synas och höras. De skickade ut sina demor och uppträdde så mycket som möjligt. Allt slit lönade sig så småningom och i maj 2000 skrev bandet kontrakt med Epic Records.

### Albumdebuten
Bandet släppte sitt första album Good Charlotte den 26 september 2000. Det blev ingen dunderhit men många fick upp ögonen för dem och dess låtar började spelas på radiostationer över hela USA. Singlarna från det första albumet är "Little Things", "Motivation Proclamation" och "Festival Song".
Efter att det första albumet släppts började Good Charlotte få mer och mer uppmärksamhet och 2001 fick de en roll i filmen Not Another Teen Movie, där de spelar en cover på "Put Your Hands on My Shoulder". De fick dessutom vara med på soundtracket till filmen med en annan cover, "If You Leave". 
Sent 2001 började Benji och Joel jobba som VJs på musikkanalen MTVs show All Things Rock. Här listade de de populäraste rockvideorna, och missade aldrig en chans att göra reklam för sig själva och sitt band.
Bandets trummis, Aaron Escolopio, som varit med från starten, hoppade av 2001 för att ansluta sig till sin bror Ryans band Wakefield.

### Succé med The Young and The Hopeless
Den första oktober 2002 gav de ut sitt andra album, The Young and the Hopeless, som gav dem ännu mer popularitet. De släppte singlarna "Lifestyles of the Rich and Famous", "The Anthem", "Girls and Boys", "The Young and the Hopeless" och "Hold On". Det var detta album som gav dem deras riktiga utlandsgenombrott. I Sverige släpptes albumet inte förrän i början av 2003, sedan "Lifestyles of the Rich and Famous" blivit en stor succé. 
2003 vann bandet ett "Viewers Choice Award" på MTV:s Video Music Awards för "The Anthem". Samma år fick bandet förstärkning av trummisen Chris Wilson efter att ha blivit introducerade av en gemensam vän från bandet The Used.

### The Chronicles of Life and Death
Good Charlottes tredje album, The Chronicles of Life and Death, släpptes den 5 oktober 2004. Albumet släpptes i två olika versioner, en "life"- och en "death"-version, båda med olika bonusspår. Billy Martin gjorde illustrationerna till skivomslagen.
Albumet fick blandade reaktioner, både från fansen och musikpressen, detta då den nya skivan var väldigt olik deras tidigare album. Låttexterna var mer mogna och musiken mörkare än tidigare. Trots detta tycktes den nya skivan tas emot bra av fansen. Singlarna som släppts från detta album var "Predictable", "I Just Wanna Live", "We Believe" och "The Chronicles of Life and Death".
I maj 2005 offentliggjorde bandet att Chris Wilson hade lämnat dem på grund av hälsoproblem. Han spelar nu i pop/rockbandet The Summer Obsession.
Good Charlotte var dock inte utan trummis länge. De rekryterade Dean Butterworth, som tidigare spelat i Morrissey då de behövde förstärkning till ”Noise of the World”-turnén. Denna turné genomförde de tillsammans med banden Simple Plan och Relient K.

### Good Morning Revival
Deras fjärde album, Good Morning Revival som gavs ut den 21 mars 2007 kom som en chock för vissa fans. Bandet hade mycket mer mogna och annorlunda låttexter i albumet. Bandet fick många nya fans på grund av den nya stilen medan de även förlorade många. "De förlorade fansen" tyckte att "gamla Good Charlotte" handlade om att bara ha kul. Det handlade inte om pengar eller berömmelse och att det var det som gjorde dem speciella. Men att det inte längre var så med "nya Good Charlotte".
Singlarna som gavs ut från Good Morning Revival! var "Keep Your Hands Off My Girl" , "Dance Floor Anthem" , "The River" och "Where Would We be Now"

### Cardiology
Good Charlottes femte album, Cardiology släpptes 2 november 2010. Bandet hade sagt att de med denna platta satsade på ett album i stil med sina två första skivor. Albumets första singel, "Like It's Her Birthday", släpptes 24 augusti.

## Medlemmar

### Nuvarande medlemmar
- Joel Madden – sång (1995–2011, 2015– ), keyboard (1995–1998)
- Benji Madden – sologitarr, rytmgitarr, sång, bakgrundssång (1995–2011, 2015– )
- Paul Thomas – basgitarr (1995–2011, 2015– )
- Billy Martin – sologitarr, rytmgitarr, keyboard (1998–2011, 2015– )
- Dean Butterworth – trummor, percussion (2005–2011, 2015– )

### Tidigare medlemmar
- Aaron Escolopio – trummor, percussion (1995–2001)
- Chris Wilson – trummor, percussion (2002–2005)

### Turnerande medlemmar
- Dusty Brill – trummor, percussion (2001)
- Nathan Foutz – trummor, percussion (2001–2003)
- Cyrus Bolooki – trummor, percussion (2004)
- Robin Eckman – trummor, percussion (2005)
- Derek Grant – trummor, percussion (2005)
- Dan Cornish – basgitarr (2005–2006)

## Diskografi

### Album
| Titel                            | Releasedatum      | Bolag                           |
| Good Charlotte                   | 26 september 2000 | Epic Records / Daylight Records |
| The Young and the Hopeless       | 1 oktober 2002    | Epic Records / Daylight Records |
| The Chronicles of Life and Death | October 5, 2004   | Epic Records / Daylight Records |
| Good Morning Revival!            | 21 mars 2007      | Epic Records / Daylight Records |
| Greatest Remixes                 | 2008              | Epic Records / Daylight Records |
| Cardiology                       | 2010              | Capitol Records                 |
| Youth Authority                  | 2016              | MDDN / Kobalt Music Group       |
| Generation Rx                    | 2018              | MDDN / BMG                      |

### Singlar
- "Little Things" (2000)
- "Festival Song" (2001)
- "Motviation Proclamation" (2001)
- "Festival Song" (2001)
- "Lifestyles of the Rich and Famous" (2002)
- "The Anthem" (2003)
- "Girls & Boys" (2003)
- "Hold On" (2003)
- "Predictable" (2004)
- "I Just Wanna Live" (2004)
- "We Believe" (2005)
- "Chronicles of Life and Death" (2005)
- "Keep Your Hands Off My Girl" (2007)
- "The River" (2007)
- "Dance Floor Anthem (I don't wanna be in love)" (2007)
- "Where Would We Be" (2008)
- "Like It's Her Birthday" (2010)
- "Sex on the Radio" (2010)
- "Last Night" (2011)
- "1979" (2010)
- "Makeshift Love" (2015)
- "40 oz. Dream" (2016)
- "Life Can't Get Much Better" (2016)
- "Actual Pain" (2018)
- "Shadowboxer" (2018)

### Outgivet material
- I’m down
- Can’t go on
- The love
- Gravity Girl
- Overcome
- Someday
- Understand
- X-mas by the phone
- Superman can't walk
- You're Gone
- Jealousy
- Face The Strange
- Time After Time

### Covers
- Acquiesce
- Put your hands on my shoulders
- If you leave
- Footloose
- I want candy
- Barbie Girl

### Samarbeten
- The innocent (Mest, Goldfinger)
- Starstruck (Weezer)
- January
- Last train home (Lostprophets)
- On the outs (MXPX)
- You don’t mean anything (Simple plan)
- Jump (NERD)
- Let’s go (X-Ecutioners)
- Tired (Tommy Lee)
- I ain’t gonna run (Bubba Sparxx)
- Blockstar (J-Kwon)
- The River (M. Shadows & Synyster Gates från Avenged Sevenfold)
- Fight Song (The Game)